# James Fargo
James Fargo (* 14. August 1938 in Republic, Washington) ist ein US-amerikanischer Regisseur, Drehbuchautor und Filmproduzent. Bekannt wurde er durch die Kinofilme Der Unerbittliche, Der Herr der Karawane und Der Mann aus San Fernando.

## Leben und Karriere
James Fargo, geboren 1938 in Republic im Bundesstaat Washington, begann seine Filmkarriere 1969 als Regieassistent unter Robert Alan Aurthur. Zuvor absolvierte er an der University of Washington ein Studium der Kommunikation und Journalismus.
Bis 1976 war er bei insgesamt siebzehn Filmen als Regieassistent tätig. Unter anderem arbeitete als 1. Regieassistent von Steven Spielberg bei dessen 1971 von den Universal Studios  produzierten erstem kommerziellen Spielfilm Duell, der aufgrund des großen Erfolges anschließend in einer erweiterten Version als internationaler Kinofilm vermarktet wurde. 1974 wirkte Fargo in Spielbergs weltweit überaus erfolgreichen Filmklassiker Der weiße Hai als Filmproduktionsleiter. 
Sein vorläufig letztes Engagement als Regieassistent übernahm er 1976 bei Clint Eastwoods kritischem Western Der Texaner, bei dem er sich gleichzeitig auch als Produzent beteiligte. 1976 vertraute ihm Clint Eastwood dann die Regie des dritten Dirty Harry Teils an Der Unerbittliche. Die beiden kannten sich von den Drehbucharbeiten zu dem Western Sinola (1972), bei dem Eastwood die Hauptrolle übernahm und Fargo als Regieassistent tätig war. Für den 1973 entstandenen Ein Fremder ohne Namen war Fargo dann als Assistent von Eastwood selbst aktiv. Insgesamt arbeiteten die beiden bei sechs Produktionen zusammen.
1978 führte Fargo bei einem weiteren Eastwood Film, der Action-Komödie Der Mann aus San Fernando Regie. Im selben Jahr inszenierte er auch den Abenteuerfilm Der Herr der Karawane mit Anthony Quinn, Michael Sarrazin, Christopher Lee in den Hauptrollen. Der Film lief sehr erfolgreich in den Kinos, was nicht zuletzt an dem populären Soundtrack des Komponisten Mike Batt lag, der engagiert worden war, die Filmmusik zu schreiben.
Seit 1983 inszenierte Fargo darüber hinaus in seiner Karriere neben zahlreichen Kinofilmen auch erfolgreich Dutzende von Episoden von namhaften Fernsehserien, darunter Episoden von Die Himmelhunde von Boragora, Das A-Team, Agentin mit Herz, SideKicks – Karate Kid & Co, Gnadenlose Jagd, Berlin Break oder für die Serie Beverly Hills, 90210.

## Filmografie
Filmografie als Regisseur

### Kino
- 1976: Der Unerbittliche (The Enforcer)
- 1978: Der Herr der Karawane (Caravans)
- 1978: Der Mann aus San Fernando (Every Which Way But Loose)
- 1979: Spiel der Geier (Game for Vultures)
- 1982: Kalte Wut (Forced Vengeance)
- 1984: Rock Aliens (Voyage of the Rock Aliens)
- 1988: Born to Race
- 1989: Red Fox (Riding the Edge)
- 1998: Second Chances
- 2011: Born to Ride

### Fernsehen
- 1983: Die Himmelhunde von Boragora (Fernsehserie, zwei Episoden)
- 1984: Das A-Team (Fernsehserie, eine Episode)
- 1985: Gus Brown and Midnight Brewster (Fernsehfilm)
- 1985–1986: Agentin mit Herz (Fernsehserie, drei Episoden)
- 1986: SideKicks – Karate Kid & Co (Fernsehserie, eine Episode)
- 1988–1990: Gnadenlose Jagd (Fernsehserie, drei Episoden)
- 1990: Sky High (Fernsehfilm) (Teil 2)
- 1993: Berlin Break (Fernsehserie, eine Episode)
- 1995–1996: Beverly Hills, 90210 (Fernsehserie, zwei Episoden)

Filmografie als Drehbuchautor
- 1982: Kalte Wut (Forced Vengeance)
- 1982: Blood Song

Filmografie als Filmproduzent
- 1976: Der Texaner (The Outlaw Josey Wales)